# Ceschina
La Ceschina è stata una casa editrice milanese.

## Storia
Fondata nel 1925 dal comasco Renzo Ermes Ceschina (1875 - 1945) con l'aiuto finanziario del fratello Luigi Gaetano Ceschina, industriale, iniziò pubblicando opere di storia, letteratura e arte. Dal 1939 per i suoi tipi fu edita la rivista trimestrale «Epigrafica».
Ceschina lanciò gli scrittori Riccardo Bacchelli, Piero Gadda Conti, Giuseppe Marotta, Leonida Repaci, e in poco tempo avviò collaborazioni con diversi autori popolari, tra cui: Antonio Aniante, Raffaele Calzini, Giuseppe Colucci, Giovanni Comisso, Lucio D'Ambra, Luciano Folgore, Guglielmo Giannini, Leo Pollini, Mario Puccini, Raul Radice, Emilio Radius, Nino Savarese, Giovanni Titta Rosa, Alessandro Varaldo.
Nel secondo dopoguerra la direzione della casa editrice passò a Severino Pagani, già direttore del settore editoriale italiano della Sperling & Kupfer, che realizzò la collana Sagittario, dedicata ai giovani scrittori (Fausto Gianfranceschi, Giuliano Gramigna, Francesco Grisi, Orsola Nemi, Pier Angelo Soldini).
Tra le grandi opere pubblicate si ricordano il Dizionario della lingua italiana e l'Enciclopedia degli aneddoti a cura di Fernando Palazzi, l'Enciclopedia delle moderne arti decorative diretta da Guido Marangoni e la Storia di Milano di Alessandro Visconti.
Nacque con il programma di pubblicare esclusivamente autori di lingua italiana, coerentemente con le posizioni culturali e politiche dell'editore.
La data di chiusura è incerta.

## Collane
- Collana di poesia.
- Collana storica Ceschina.
- Forma urbis Mediolani.
- Popoli e città.
- Prosatori italiani contemporanei.
- Sagittario - dedicata ai giovani scrittori.[3][7]